# Александар Бенко
Александар Бенко (16. фебруар 1925 Чаковец — 25. мај 1991 Сент Гален) Швајцарска.
Поникао у родном Чаковцу где је играо за Јединство (1943—1947), да би каријеру наставио у загребачком Динаму, у коме је играо целу једну деценију (1948—1958). Одиграо 159 првенствених сусрета за први тим и постигао 68 голова. Са „модрима“ освојио три тутуле првака државе 1947/48.1953/54, 1957/58. и један Куп маршала Тита 1951.
Као изразити нападач, један је од првих фудбалера бивше СФРЈ који је каријеру наставио у иностранству. Наступао је за швајцарске клубове Грасхопер (1958—1959), Лугано (1959—1960) и Велен (1960—1963) где је био тренер и играч.
За репрезентацију Југославије наступио је само у једном мечу, 30. октобра 1949. у Паризу против Француске (1:1), у квалификацијама за Светско првенство 1950. у Бразилу.
Одиграо је једини сусрет који је Фудбалска репрезентација Хрватске одиграла у време док је била република бивше СФРЈ (12. септембра 1956. у Загребу, против репрезентације Индонезије који је добила резултатом 5:2. У тој утакмици био је капитен екипе.
Умро је 1991. у Сент Галену (Швајцарска). Сахрањен на загребачком Мирогоју.